# II. třída okresu Ostrava-město 2023/24
V soutěžním ročníku 2023/24 Městského přeboru Ostravy (8. patra fotbalových soutěží v Česku) se utkalo v tříkolovém systému podzim-jaro-podzim 10 mužstev. První utkání se odehrálo 19. srpna 2023, poslední utkání bylo sehráno 16. června 2024. Titulárním sponzorem soutěže je v ročníku 2023/24 sportovní obchod a e-shop SportFotbal.cz.
Specifikem soutěže je, že při nerozhodném výsledku utkání se nepřipisuje oběma mužstvům po bodu, ale následuje penaltový rozstřel. Výherci rozstřelu se připisují do tabulky 2 body, poraženému 1 bod.

## Změny mužstev oproti minulému soutěžnímu ročníku
- Z vyšší I.B třídy Moravskoslezského kraje sestoupilo mužstvo Svinova.
- Do vyšší I.B třídy Moravskoslezského kraje postoupila mužstva Markvartovic a Petřkovic.
- Z nižší III. třídy okresu Ostrava-město postoupila mužstva Michálkovic a Staré Bělé "B".
- Do nižší III. třídy okresu Ostrava-město nesestoupil nikdo. Ze soutěží v působnosti MěFS Ostrava se však odhlásila "B" mužstva Vratimova, Brušperku a Polanky.

## Tabulka
Konečný stav tabulky:
| Poř. | Tým            | Z  | V  | R | P  | VG  | OG  | B  |
| ---- | -------------- | -- | -- | - | -- | --- | --- | -- |
| 1.   | Koblov         | 27 | 25 | 0 | 2  | 175 | 28  | 77 |
| 2.   | Václavovice    | 27 | 25 | 0 | 2  | 106 | 28  | 72 |
| 3.   | Slovan Ostrava | 27 | 19 | 0 | 8  | 97  | 63  | 57 |
| 4.   | Stará Bělá "B" | 27 | 14 | 0 | 13 | 90  | 92  | 43 |
| 5.   | Pustkovec      | 27 | 14 | 0 | 13 | 63  | 67  | 40 |
| 6.   | Dolní Lhota    | 27 | 13 | 0 | 14 | 96  | 84  | 40 |
| 7.   | Šenov          | 27 | 10 | 0 | 17 | 48  | 85  | 30 |
| 8.   | Svinov         | 27 | 6  | 0 | 21 | 45  | 116 | 19 |
| 9.   | Michálkovice   | 27 | 4  | 0 | 23 | 42  | 110 | 15 |
| 10.  | Hrušov         | 27 | 5  | 0 | 22 | 28  | 117 | 12 |